# Landeskommando Rheinland-Pfalz
Das Landeskommando Rheinland-Pfalz LKdo RP in Mainz ist seit 2007 eines von 16 Landeskommandos der Bundeswehr in Deutschland. Es ist dem Operativen Führungskommando der Bundeswehr in Berlin unterstellt. Bis Januar 2013 war es dem Wehrbereichskommando II, von Februar 2013 bis September 2022 dem Kommando Territoriale Aufgaben der Bundeswehr und von Oktober 2022 bis März 2025 dem Territorialen Führungskommando der Bundeswehr unterstellt. Es ist die zentrale Kommandobehörde der territorialen Wehrorganisation im Land Rheinland-Pfalz. Das Landeskommando Rheinland-Pfalz koordiniert und verstärkt den Schutz verteidigungswichtiger Infrastruktur in Rheinland-Pfalz in enger Abstimmung mit den für den Schutz ziviler kritischer Infrastruktur zuständigen Behörden des Landes.
Das Kommando ist erster Ansprechpartner bei territorialen Aufgaben sowie Repräsentant der Bundeswehr gegenüber der Landesregierung von Rheinland-Pfalz und den zivilen Behörden. Die fachliche Ausbildung des Personals erfolgt weitgehend über das Kommando Zivil-Militärische Zusammenarbeit (KdoZMZBw), welches auch Personal abstellt.

## Auftrag
Das Kommando mit Sitz in der Kurmainz-Kaserne in Mainz hat folgende Aufträge:
- Das Landeskommando ist der erste Ansprechpartner und führt die 36 Kreisverbindungskommandos in den jeweiligen Landratsämtern bzw. Stadtverwaltungen der Kreisfreien Städte, welche ausschließlich mit Reservisten besetzt sind und dort ihre zivilen Gegenüber beraten. Dies dient der Planung, Vorbereitung und Koordination von Amts- und Katastrophenhilfe. Hinzu kommt ein Verbindungskommando an der Aufsichts- und Dienstleistungsdirektion (ADD) in Trier, welches einem Bezirksverteidigungskommando in anderen Ländern entspricht.
- Es fasst Unterstützungsanforderungen zusammen, bewertet diese und legt sie aufbereitet dem Operativen Führungskommando der Bundeswehr vor.
- Es bereitet die Aufnahme und den Einsatz der Bundeswehrkräfte in Abstimmung mit dem verantwortlichen zivilen Katastrophenschutzstab vor und koordiniert deren Einsatz nach den Vorgaben und Prioritäten der zivilen Seite und verfügt so über ein militärisches Lagebild der eingesetzten und noch verfügbaren Bundeswehrkräfte.
- Koordination von Host Nation Support, gemäß NATO-Truppenstatut im Land.
- Hält ständige Verbindung zu den US-amerikanischen und luxemburgischen Streitkräften.
- Koordination der Presse- und Öffentlichkeitsarbeit der Bundeswehr der einzelnen Teilstreitkräfte (TSK) und Organisationsbereiche sowie der Wehrverwaltungen und des Bereiches Rüstung im Land.
- Beratung der übenden Truppe in landesspezifischen Umweltschutzfragen.
- Fachliche Führung der Standortältesten.

## Wappen
Das Wappen für das Landeskommando Rheinland-Pfalz bildet mittig das Eiserne Kreuz der Bundeswehr in schwarz auf weißem Grund ab. Das Wappenzeichen des Bundeslandes Rheinland-Pfalz ist zentral darübergelegt. Es symbolisiert damit den Auftrag des Landeskommandos, erster Repräsentant und Ansprechpartner der Bundeswehr in und für das Bundesland Rheinland-Pfalz zu sein. Die Verwendung des Eisernen Kreuzes in Schwarz auf weißem Schildgrund lehnt sich an die Darstellung aus dem Wappen des Kommando Territoriale Aufgaben der Bundeswehr an und signalisiert damit die Zugehörigkeit des Landeskommando Rheinland-Pfalz zu diesem Kommandobereich. Das Rundschild greift die vorgegebene Form des Wappenzeichens des Landes Rheinland-Pfalz auf und folgt ihm in harmonisierender und damit identifizierender Darstellung. Das weißgrundige Wappen erhält eine Bordierung zur Schärfung der Kontur. Die Farbe Rot nimmt Bezug auf das Stadtwappen der Stadt Mainz, welches auf rotem Grund die silbernen Räder zeigt. Der silberne Wappenschild mit roter Bordierung des LKdo RP nimmt diese Farben quasi gespiegelt auf.

## Kommandeure
| Lfd. Nr. | Name                       | von       | bis       |
| -------- | -------------------------- | --------- | --------- |
| 1        | Oberst Claus Rosenbauer    | ?         | Juni 2007 |
| 2        | Oberst Rolf Stichling      | Juni 2007 | Okt. 2013 |
| 3        | Oberst Erwin Mattes        | Nov. 2013 | Sep. 2020 |
| 4        | Oberst Stefan Weber        | Sep. 2020 | März 2025 |
| 5        | Oberst Michael Trautermann | März 2025 | –         |